# أندريا توفار
جيليس أندريا توفار فيلاسكيز (بالإسبانية: Jealisse Andrea Tovar) (ولد في 3 سبتمبر 1993) المعروفة اختصارا باسم أندريا توفار، عارضة ازياء وحاملة لقب مسابقة ملكة جمال سابقة بعد تتوجتها بلقب ملكة جمال كولومبيا 2015 ومثلت كولومبيا في مسابقة في ملكة جمال الكون 2016 حيث حلت الوصيفة الثانية لملكة جمال الكون الفرنسية إيريس ميتينير.

## روابط خارجية
- أندريا توفار على إنستغرام